# Dom hrvatskih likovnih umjetnika
Dom hrvatskih likovnih umjetnika, poznat kao Meštrovićev paviljon, zgrada je na Trgu žrtava fašizma u središtu Zagreba.

## Povijest
Graditelj mu je bio Ivan Meštrović, a sagrađen je 1938. godine kada se nazivao Dom likovnih umjetnosti kralja Petra I. Velikoga Oslobodioca.
Namjena paviljona se mijenjala više puta tijekom njegovog životnog vijeka. Izvorno je sagrađen kao umjetnička galerija. Za vrijeme Nezavisne Države Hrvatske je služio kao džamija. Pregradnja je započela 1942. godine prema planovima Stjepana Planića i Zvonimira Požgaja i dovršena je 1944. godine.
Godine 1947. u socijalističkoj Jugoslaviji srušena su tri nadograđena minareta dok je zdenac pred glavnim ulazom zadržan. Paviljon je postao Muzej revolucije, dok je nova džamija izgrađena u zagrebačkoj četvrti Borovju.
Nakon Domovinskoga rata zgrada je vraćena Hrvatskom društvu likovnih umjetnika, koje ju je vratilo u izvornu funkciju.
Danas se u Domu hrvatskih likovnih umjetnika održavaju različite izložbe i koncerti. Najznačajnije manifestacije su Zagrebački salon i Salon mladih.

## Vanjske poveznice
Ostali projekti
|  | Zajednički poslužitelj ima još gradiva o temi Dom hrvatskih likovnih umjetnika |

Mrežna mjesta
- Hrvatsko društvo likovnih umjetnika, službeno mrežno mjesto